# Hiram Berdan

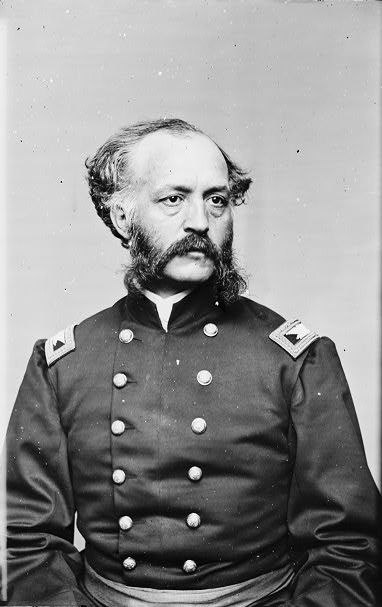
Hiram Berdan (1860-1870 circa).

Hiram Berdan (06 de setembro de 1824 Phelps, Nova York — 31 de março de 1893), foi um engenheiro, inventor e oficial militar americano, atirador de precisão de renome mundial. Ele era mentor e Coronel-comandante dos famosos 1st e 2nd U.S. Sharpshooters durante a Guerra Civil Americana. Ele foi o inventor do rifle Berdan, da espoleta de fogo central Berdan e várias outras armas e acessórios.
Embora Berdan fosse um oficial inovador, sua liderança e coragem foram questionadas em várias instâncias. Em 1862, vários oficiais dos atiradores queixaram-se formalmente de que Berdan era desonesto e covarde. Em julho de 1862, o general Fitz-John Porter condenou Berdan como incompetente.